# Sagres (cervesa)
Sagres és una marca de cervesa de Portugal, que va néixer l'any 1940, com a marca de prestigi, per representar a la Sociedade Central de Cervejas (Societat Central de cervesa) en l'Exposició del Món Portuguès, que va obrir les portes al maig de 1940.

## Història
Lidera, juntament amb la seva competidora Super Bock, el mercat de la cervesa a Portugal. Ambdues marques representen el 89,5% del mercat nacional.
Cervesa Sagres inicia les exportacions de cervesa, arribant primerament a Gibraltar, segueix a les Açores i els Territoris d'Ultramar d'Angola, Cap Verd, Guinea Bissau, Sao Tomé i Principe, Timor, Goa, Macau i Moçambic.
La cervesa Sagres és 100% natural, elaborada amb mètodes tradicionals exclusius a força d'aigua, malt, cereals no maltejats i una rigorosa selecció de llúpol. És una cervesa de cos mitjà, de caràcter sec i amargor agradable. Lleugera, de color or, té un contingut d'alcohol del 5,0%.

## Varietats
- Sagres Branca, Sagres Bohèmia *
- Sagres Preta
- Sagres Bohèmia
- Sagres Bohèmia 1935
- Sagres Bohèmia de Ouro
- Sagres Limalight
- Sagres Zero sense alcohol Blanc o Negre
- Sagres Zero Limalight.

## Sociedade Central de Cervejas e Bebidas, S.A. (SCC)
La Sociedade Central de Cervejas e Bebidas, S.A. (SCC) va ser fundada l'any 1934 per quatre de les més antigues i prestigioses fàbriques de cervesa portugueses i té la marca de cervesa Sagres, nascuda en 1940, com la seva cervesa oficial. El grup SCS, que també inclou a Sociedade da Água de Lusità, S.A. (SAL), és propietat des de març del 2008 del Grup Heineken (des de 2010 a través de la seva filial Heineken Espanya) i la seva principal activitat és la producció i comercialització de malt, cervesa i refrescs, amb tres unitats industrials, la major a Vialonga, situada al nord de Lisboa, i també en Lusità i Vacariça, on es capturen les aigües minerals Lusità i Cruzeiro.
A la fàbrica de Vialonga són produïdes i embotellades les marques de cervesa Sagres i les seves variants, amb i sense alcohol, així com altres específiques per als clients i els mercats d'exportació. A Portugal, la SCC també representa a marques internacionals de cervesa, com Heineken, Budweiser, Guinness, Foster i John Smith, i la gamma de refrescs de les marques Schweppes i Joi.